# Navarredonda y San Mamés
Navarredonda y San Mamés är en kommun i Spanien. Den ligger i den autonoma regionen Madrid, i den centrala delen av landet, 70 km norr om huvudstaden Madrid. Antalet invånare är 151 (2024).
Terrängen i Navarredonda y San Mamés är kuperad åt nordväst, men åt sydost är den platt.